# Europa Cup (mannenhandbal) 1982/83
De European Champions Cup 1982/83 was de drieëntwintigste editie van de hoogste handbalcompetitie voor clubs in Europa.

## Deelnemers
| Eerste ronde               | Eerste ronde              | Eerste ronde    | Eerste ronde         |
| -------------------------- | ------------------------- | --------------- | -------------------- |
| Sporting Neerpelt          | SC Magdeburg              | Sjundea IF      | Vestmanna IF         |
| USM Gagny                  | Ionikós de Néa Filadélfia | Liverpool       | Veszprém Építők      |
| Vikingur Reykjavik         | Hapoël Rehovot            | Cividin Trieste | HBC Schifflange      |
| Vlug en Lenig              | Fredensborg/Ski IL        | Raika Köflach   | Sporting Portugal    |
| CSKA Moskou                | FC Barcelona              | Dukla Praag     | Steaua Bucarest      |
| İstanbul Bankası Yenişehir | IK Heim                   |                 |                      |
| Tweede ronde               |                           |                 |                      |
| IK Skovbakken              | VfL Gummersbach           | Budapest Honvéd | Metaloplastika Šabac |
| TSV St. Otmar St. Gallen   |                           |                 |                      |

## Voorronde

### Eerste ronde
| Team 1                     | Score   | Team 2             | 1       | 2       |
| -------------------------- | ------- | ------------------ | ------- | ------- |
| Dukla Praag                | 51 – 32 | Raika Köflach      | 29 – 22 | 22 – 10 |
| Vikingur Reykjavik         | 62 – 42 | Vestmanna IF       | 35 – 19 | 27 – 23 |
| FC Barcelona               | 64 – 43 | Sporting Portugal  | 32 – 25 | 32 – 18 |
| Hapoël Rehovot             | 75 – 25 | Liverpool          | 40 – 10 | 35 – 15 |
| IK Heim                    | 62 – 49 | Fredensborg/Ski IL | 32 – 23 | 30 – 26 |
| Sporting Neerpelt          | 32 – 37 | Vlug en Lenig      | 20 – 16 | 12 – 21 |
| Ionikós de Néa Filadélfia  | 45 – 70 | Steaua Bucarest    | 28 – 34 | 17 – 36 |
| SC Magdeburg               | 59 – 42 | Cividin Trieste    | 29 – 24 | 30 – 18 |
| HBC Schifflange            | 35 – 59 | USM Gagny          | 17 – 25 | 18 – 34 |
| İstanbul Bankası Yenişehir | 37 – 57 | Veszprém Építők    | 19 – 26 | 18 – 31 |
| Sjundea IF                 | 46 – 63 | CSKA Moskou        | 27 – 27 | 19 – 36 |

### Tweede ronde
| Team 1          | Score    | Team 2                   | 1       | 2       |
| --------------- | -------- | ------------------------ | ------- | ------- |
| IK Skovbakken   | 38 – 45  | VfL Gummersbach          | 18 – 21 | 20 – 24 |
| Dukla Praag     | 41 – 34  | Vikingur Reykjavik       | 23 – 15 | 18 – 19 |
| FC Barcelona    | 55 – 24  | Hapoël Rehovot           | 25 – 16 | 30 – 08 |
| IK Heim         | 51 – 36  | TSV St. Otmar St. Gallen | 32 – 20 | 19 – 16 |
| Budapest Honvéd | 56 – 34  | Vlug en Lenig            | 30 – 21 | 26 – 13 |
| Steaua Bucarest | 40 – 40¹ | Metaloplastika Šabac     | 22 – 18 | 18 – 22 |
| SC Magdeburg    | 51 – 43  | USM Gagny                | 33 – 16 | 29 – 27 |
| CSKA Moskou     | 61 – 44  | Veszprém Építők          | 31 – 19 | 30 – 25 |

1 Metaloplastika Šabac en Steaua Bucarest hebben in de totale stand evenveel doelpunten gemaakt, om te beslissen wie er door mag zijn er 7 meters genomen. In de penaltyserie werd het 5 - 4 voor Metaloplastika.

### Kwartfinale
| Team 1          | Score     | Team 2               | 1       | 2       |
| --------------- | --------- | -------------------- | ------- | ------- |
| Dukla Praag     | 35 - 35 ¹ | VfL Gummersbach      | 19 - 18 | 16 - 17 |
| IK Heim         | 34 - 46   | FC Barcelona         | 16 - 20 | 18 - 26 |
| Budapest Honvéd | 39 - 47   | Metaloplastika Šabac | 19 - 15 | 20 - 32 |
| CSKA Moskou     | 54 - 49   | SC Magdeburg         | 30 - 17 | 24 - 32 |

1 VfL Gummersbach wint met uitgoals.

### Halve finale
| Team 1               | Score   | Team 2       | 1       | 2       |
| -------------------- | ------- | ------------ | ------- | ------- |
| VfL Gummersbach      | 44 - 38 | FC Barcelona | 21 - 16 | 23 - 22 |
| Metaloplastika Šabac | 39 - 42 | CSKA Moskou  | 23 - 17 | 16 - 25 |

### Finale
| Datum           | Team 1          | Score   | Team 2          | Locatie                   |
| --------------- | --------------- | ------- | --------------- | ------------------------- |
| 24 april 1983   | CSKA Moskou     | 15 – 19 | VfL Gummersbach | CSKA-Sportpalijs, Moskou  |
| 1 mei 1983      | VfL Gummersbach | 13 – 14 | CSKA Moskou     | Westfalenhallen, Dortmund |
| Totaal          |                 |         |                 |                           |
| VfL Gummersbach | VfL Gummersbach | 29 – 32 | CSKA Moskou     | CSKA Moskou               |

|                 |
|                 |
| VfL Gummersbach |
| 5de titel       |